# Elroy Gelant
Elroy Gelant (* 25. August 1986 in George) ist ein südafrikanischer Leichtathlet, der hauptsächlich in den Langstreckenläufen an den Start geht. Er ist Inhaber des Nationalrekords im 5000-Meter-Lauf.

## Sportliche Laufbahn
Elroy Gelant nahm 2003 bei den U18-Meisterschaften Südafrikas an seinem ersten Wettkampf gegen die nationale Konkurrenz teil. Damals trat er im 800-Meter-Lauf an und gewann die Bronzemedaille. Zwei Jahre später startete er in der höheren Altersklasse im 1500-Meter-Lauf bei den Südafrikanischen U20-Meisterschaften und gewann ebenfalls die Bronzemedaille. 2006 nahm er zum ersten Mal an den nationalen Meisterschaften der Erwachsenen teil und belegte über 1500 Meter den fünften Platz. 2007 wurde er in derselben Disziplin Südafrikanischer Vizemeister. Im Juni lief er in Belgien mit 3:43,20 min eine neue Bestzeit. 2009 nahm Gelant in Belgrad im 5000-Meter-Lauf an der Universiade teil und konnte dort die Bronzemedaille gewinnen. Fortan fokussierte er sich verstärkt auf die Langstreckenläufe. 2010 verbesserte er sich über 5000 Meter auf eine Zeit von 13:25,88 min und gewann kurz darauf die Silbermedaille bei den Südafrikanischen Meisterschaften über diese Distanz.
2011 verbesserte er sich erneut und war damit für die Weltmeisterschaften in Daegu qualifiziert. Als Zehnter seines Vorlaufes verpasste er dort den Einzug in das Finale der 5000 Meter. 2012 nahm er im Frühjahr an den Hallenweltmeisterschaften in Istanbul teil. Dabei zog er in das Finale ein, das er anschließend auf dem 12. und damit letzten Platz beendete. Dennoch bedeuteten seine 7:48,64 min einen südafrikanischen Rekord. Im April wurde er erneut Südafrikanischer Vizemeister im 5000-Meter-Lauf. In dieser Disziplin trat er im Juli bei den Afrikameisterschaften in Benin an und erreichte dort im Finale als Siebter das Ziel. Im August bestritt er in Kapstadt im Rahmen der Südafrikanischen Halbmarathonmeisterschaften den Wettkampf in einer Zeit von 1:02:59 h und wurde damit Fünfter. 2013 nahm er in Bydgoszcz an den Crosslauf-Weltmeisterschaften teil und erreichte dort als 20. das Ziel. Im August trat er in Moskau zum zweiten Mal bei Weltmeisterschaften an und erreichte diesmal das Finale, das er auf dem 12. Platz beendete. 2014 verbesserte er im Februar seinen eigenen Nationalrekord im 3000-Meter-Lauf auf 7:39,55 min. Einen Monat später nahm er in Sopot an den Hallenweltmeisterschaften teil und erreichte erneut das Finale, das er diesmal auf dem 7. Platz beendete. Ende des Monats trat er in Kopenhagen zur Halbmarathon-Weltmeisterschaft an und belegte mit neuer Bestleistung von 1:01:10 h den 13. Platz. Später im August nahm er in Marrakesch zum zweiten Mal an den Afrikameisterschaften teil, bei denen er diesmal im Finale der 5000 Meter den neunten Platz belegte.
2016 lief Gelant im Mai in 13:04,88 min einen neuen Nationalrekord im 5000-Meter-Lauf, die seitdem als seine persönliche Bestzeit zu Buche stehen. Ende Juni nahm er in die Heimat, in Durban, erneut an den Afrikameisterschaften teil. Im Finale lief er eine Zeit von 13:15,13 min und wurde damit Afrikanischer Vizemeister. Mit seiner Bestzeit war er für die Olympischen Sommerspiele in Rio de Janeiro qualifiziert, bei denen er im August an den Start ging. Dort zog er in das Finale ein, das er auf dem 13. Platz beendete. Im April 2017 siegte Gelant im 10.000-Meter-Lauf bei den Südafrikanischen Meisterschaften. Es handelt sich dabei um seinen bislang einzigen nationalen Titelgewinn. 2017 nahm er zudem in Kampala erneut an den Crosslauf-Weltmeisterschaften teil, konnte sich diesmal allerdings nicht verbessern. 2018 nahm er in Valencia zum zweiten Mal an den Halbmarathon-Weltmeisterschaften teil, kam diesmal allerdings nicht über Platz 41 hinaus. Im August nahm er in Asaba an den Afrikameisterschaften teil. Über 5000 Meter belegte er den 15. Platz, über die doppelte Distanz wurde er Neunter. 2020 stellte er neue Bestleistungen im Halbmarathon und im Marathon auf. Gelant ist im Marathonlauf für die Olympischen Sommerspiele in Tokio qualifiziert. Den Marathon, der wegen der klimatischen Bedingungen in Sapporo ausgetragen wurde, lief er in 2:16:43 h und erreichte damit auf Platz 34 das Ziel. 2022 belegte Gelant bei den Afrikameisterschaften auf Mauritius den achten Platz über 10.000 Meter.

## Wichtige Wettbewerbe
| Jahr                  | Veranstaltung                    | Ort                   | Platz                 | Disziplin             | Zeit                  |
| Startet für Südafrika | Startet für Südafrika            | Startet für Südafrika | Startet für Südafrika | Startet für Südafrika | Startet für Südafrika |
| --------------------- | -------------------------------- | --------------------- | --------------------- | --------------------- | --------------------- |
| 2009                  | Universiade                      | Belgrad               | 3.                    | 5000 m                | 14:07,97 min          |
| 2011                  | Weltmeisterschaften              | Daegu                 | 20.                   | 5000 m                | 13:48,33 min          |
| 2012                  | Hallenweltmeisterschaften        | Istanbul              | 12.                   | 3000 m                | 7:48,64 min           |
| 2012                  | Afrikameisterschaften            | Porto-Novo            | 7.                    | 5000 m                | 13:54,93 min          |
| 2013                  | Crosslauf-Weltmeisterschaften    | Bydgoszcz             | 20.                   | Erwachsenenrennen     | 33:53 min             |
| 2013                  | Weltmeisterschaften              | Moskau                | 12.                   | 5000 m                | 13:43,58 min          |
| 2014                  | Hallenweltmeisterschaften        | Sopot                 | 7.                    | 3000 m                | 7:57,31 min           |
| 2014                  | Halbmarathon-Weltmeisterschaften | Kopenhagen            | 13.                   | Halbmarathon          | 1:01:10 h             |
| 2014                  | Afrikameisterschaften            | Marrakesch            | 9.                    | 5000 m                | 14:00,48 min          |
| 2016                  | Afrikameisterschaften            | Durban                | 2.                    | 5000 m                | 13,15,13 min          |
| 2016                  | Olympische Sommerspiele          | Rio de Janeiro        | 13.                   | 5000 m                | 13:17,47 min          |
| 2017                  | Crosslauf-Weltmeisterschaften    | Kampala               | 44.                   | Erwachsenenrennen     | 30:45 min             |
| 2018                  | Halbmarathon-Weltmeisterschaften | Valencia              | 41.                   | Halbmarathon          | 1:02:52 h             |
| 2018                  | Afrikameisterschaften            | Asaba                 | 15.                   | 5000 m                | 14:20,37 min          |
| 2018                  | Afrikameisterschaften            | Asaba                 | 9.                    | 10.000 m              | 30:23,35 min          |
| 2021                  | Olympische Sommerspiele          | Tokio                 | 34.                   | Marathon              | 2:16:43 h             |
| 2022                  | Afrikameisterschaften            | Port Louis            | 8.                    | 10.000 m              | 29:41,40 min          |
| 2023                  | Crosslauf-Weltmeisterschaften    | Bathurst              | 38.                   | Einzelrennen          | 31:54 min             |

## Persönliche Bestleistungen
Freiluft
- 800 m: 1:47,74 min, 22. Februar 2008, Germiston
- 1000 m: 2:28,56 min, 29. Januar 2019, Potchefstroom
- 1500 m: 3:37,97 min, 24. Mai 2015, Hengelo
- 3000 m: 7:41,38 min, 25. Mai 2012, Ostrava
- 5000 m: 13:04,88 min, 22. Mai 2016, Hengelo
- 10.000 m: 27:41,30 min, 27. April 2013, Durban
- Halbmarathon: 1:01:01 h, 27. Juli 2019, Port Elizabeth
- Marathon: 2:10:31 h, 15. September 2019, Kapstadt

Halle
- 3000 m: 7:39,55 min, 9. Februar 2014, Gent, (südafrikanischer Rekord)

## Sonstiges
Gelant besuchte die Pacaltsdorp Primary School und die Outeniqua High School in seiner Heimatstadt George.